# دير باث

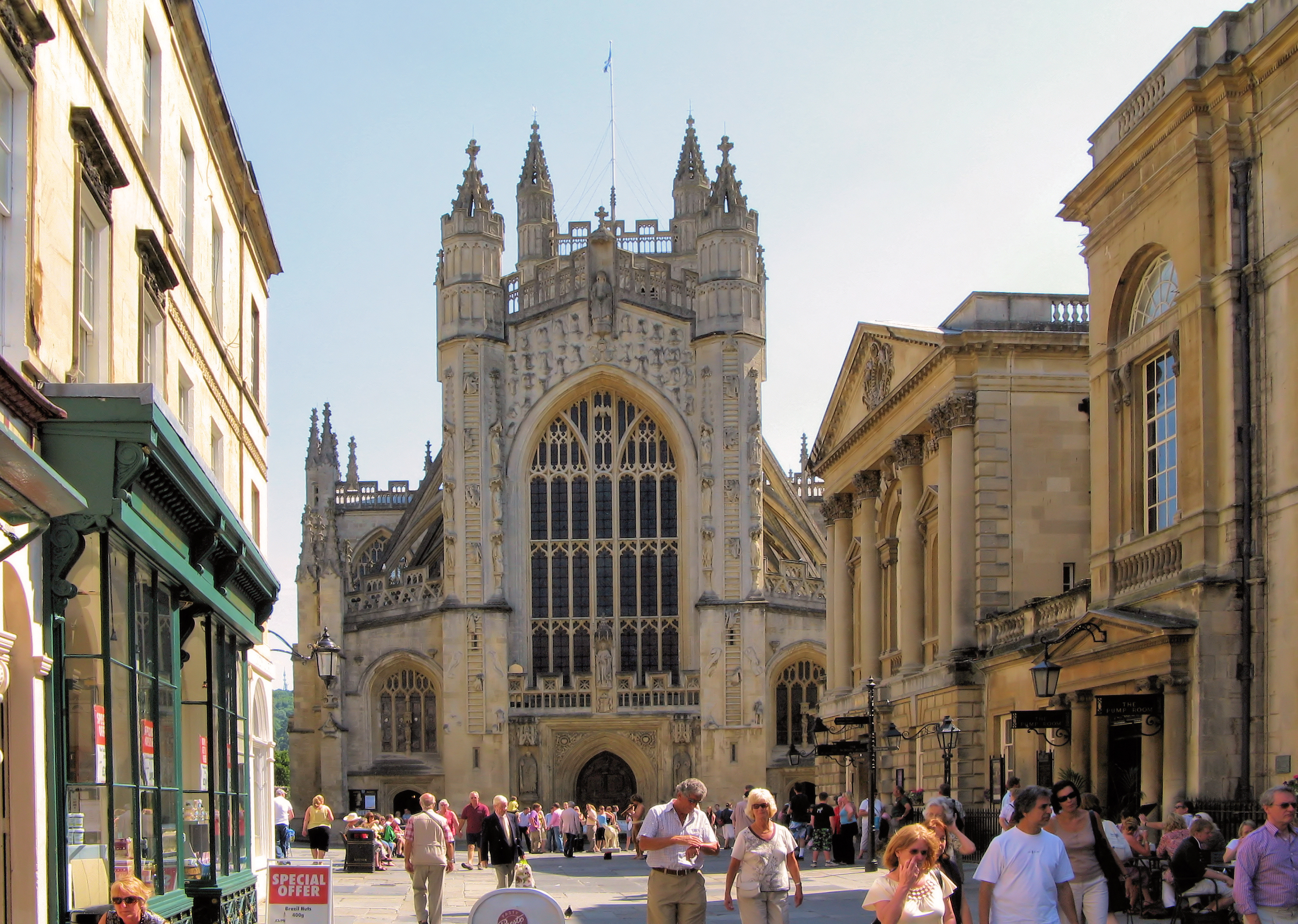
المنظر الغربي من الكنيسة

دير باث أو كنيسة القديسين بطرس وبولس هي كنيسة أنجليكية تقع في مدينة باث وتأسس الدير في القرن السابع الميلادي ثم اعيد ترميمة في القرن العاشر الميلادي. تتسع الكنيسة إلى حوالي 1,200 شخص و تستخدم الكنيسة لتقديم خدمات دينية وعلمانية ومدنية ومحاضرات والاحتفالات ويحتوي المبنى على العديد من المعالم البارزة.

## معرض صور

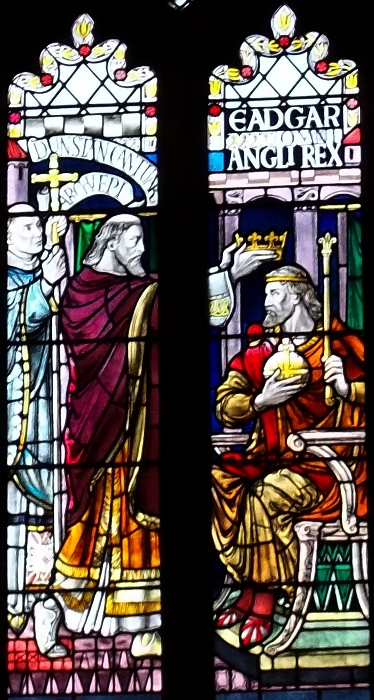
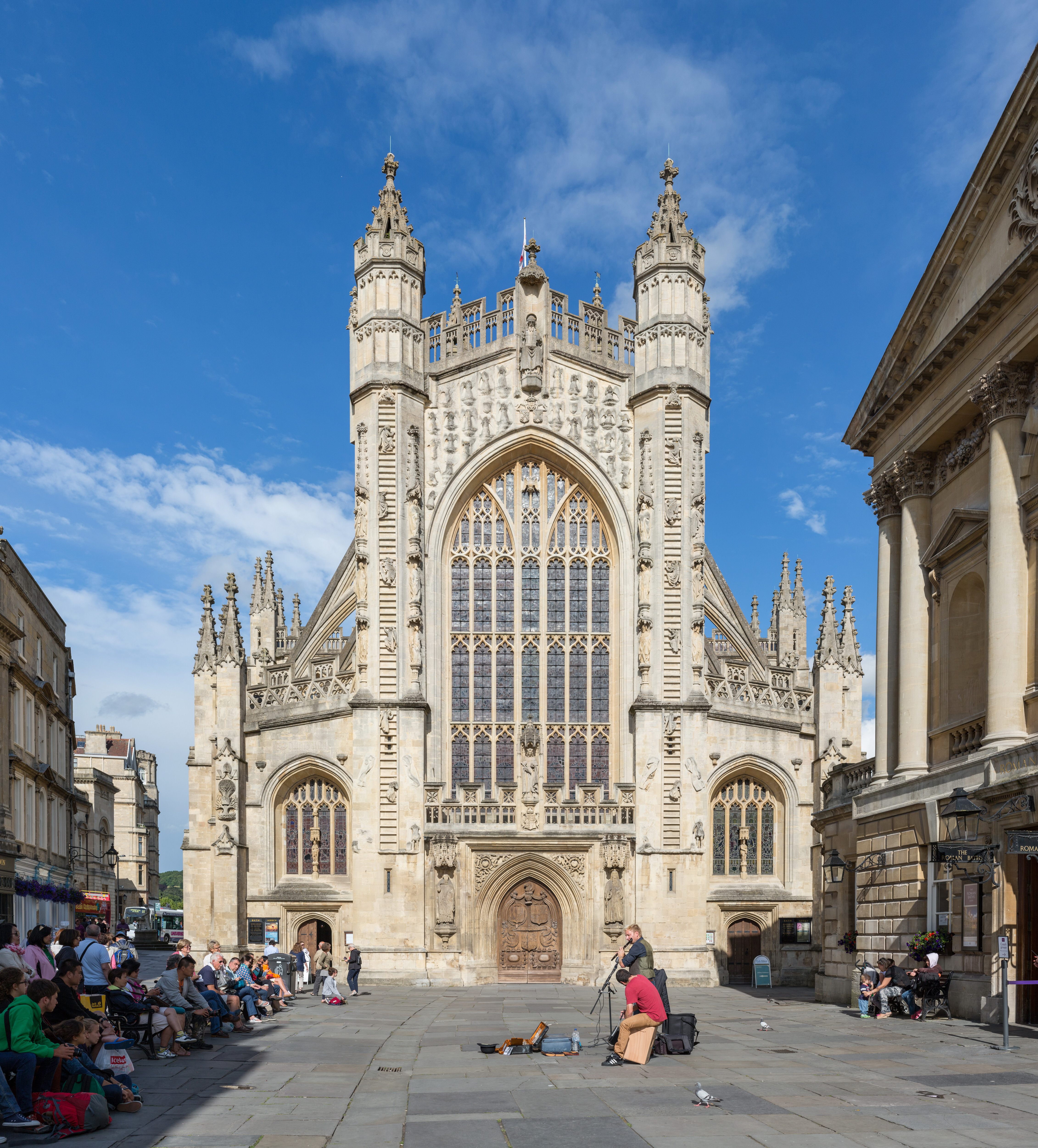
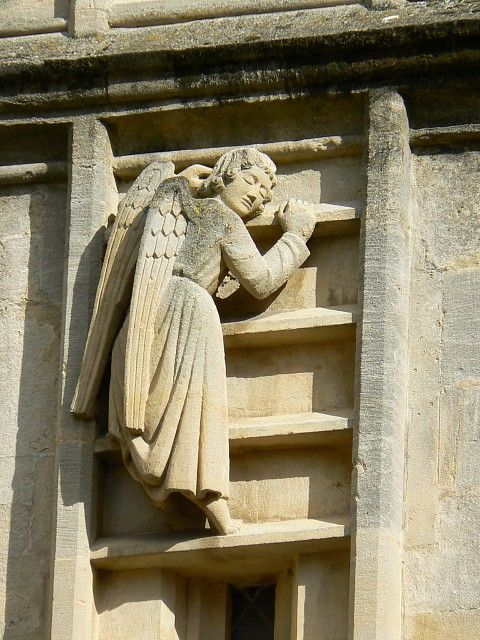
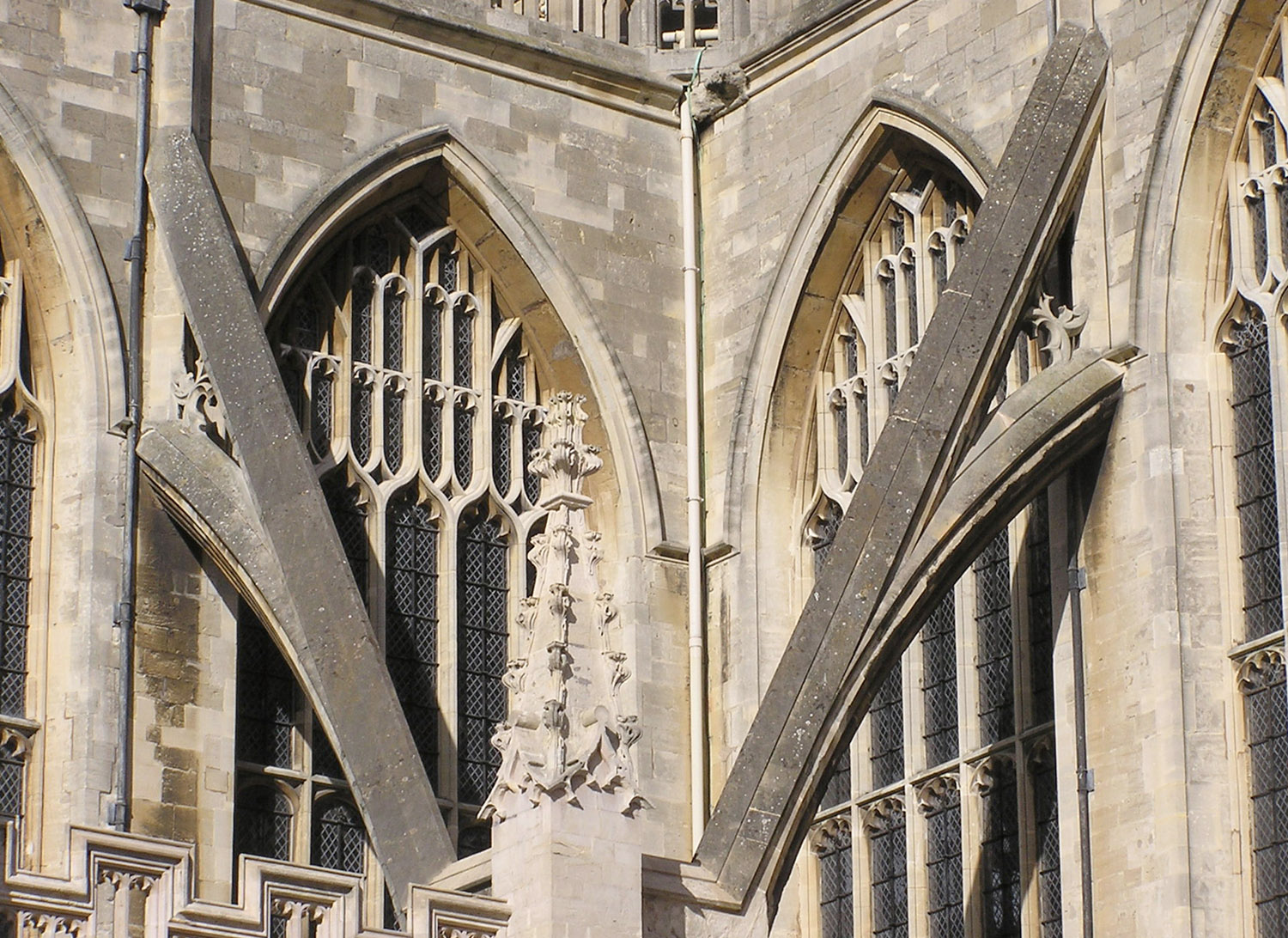
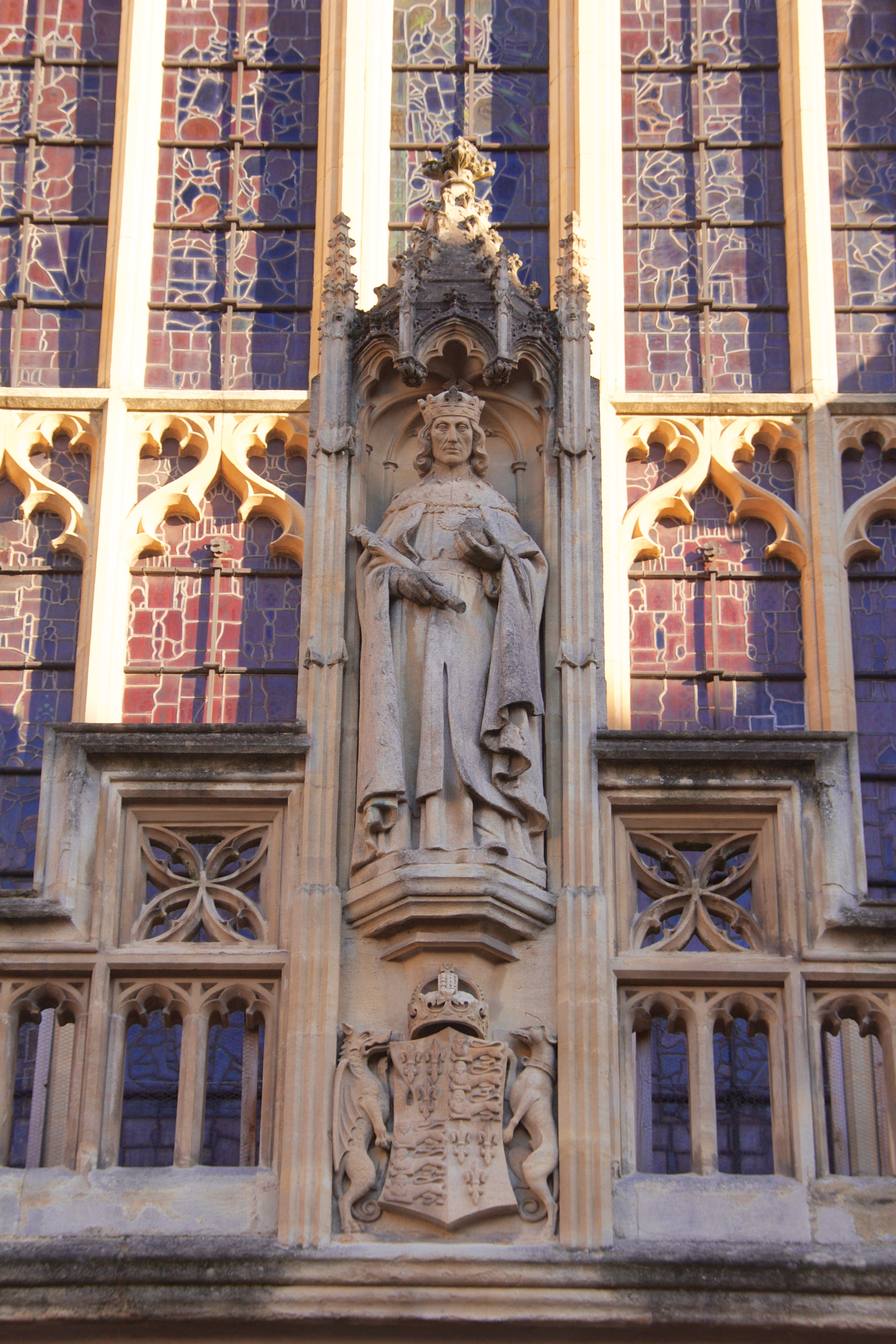
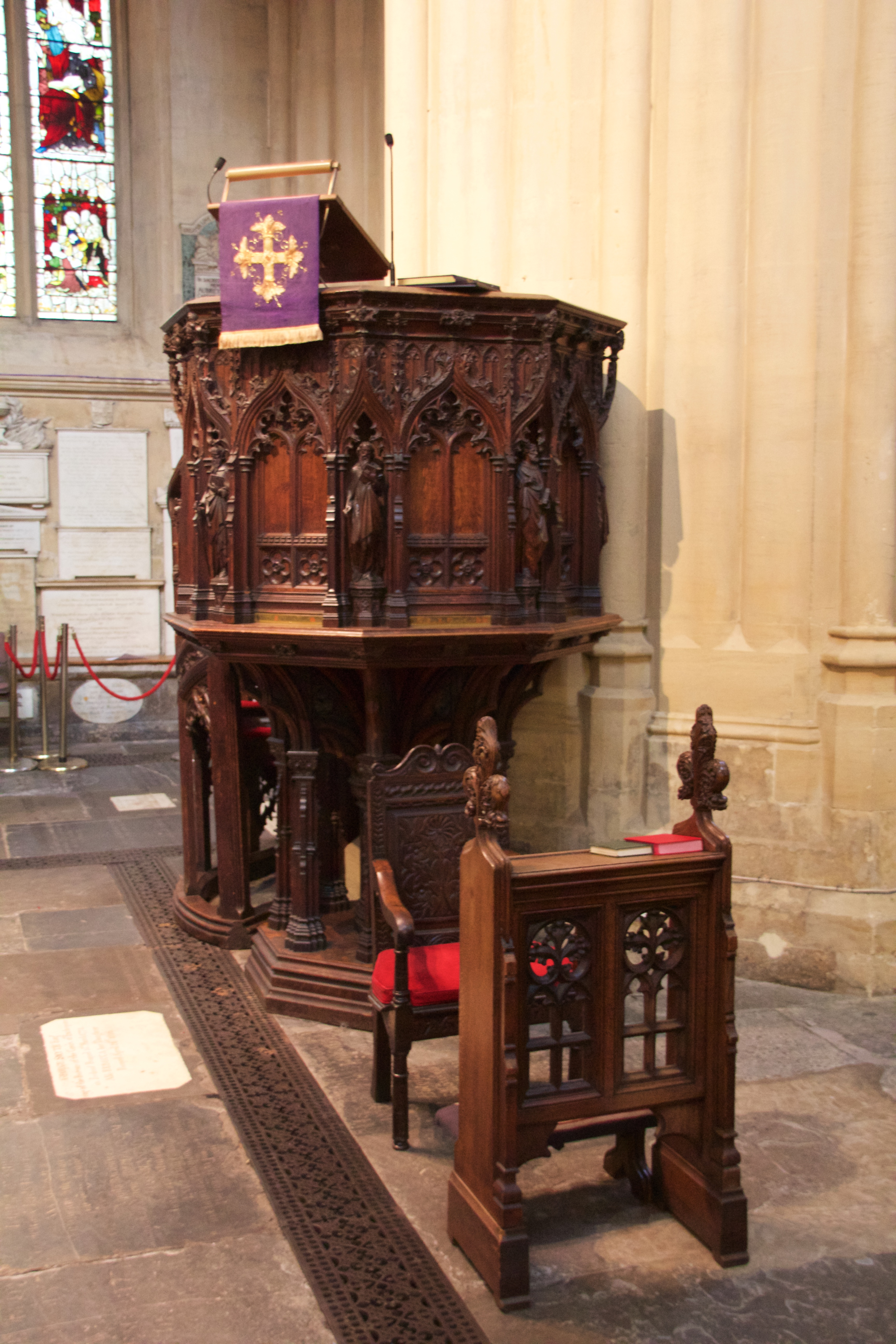

## أعلام
- أليس موريل وليمسون